# Concerto delle donne

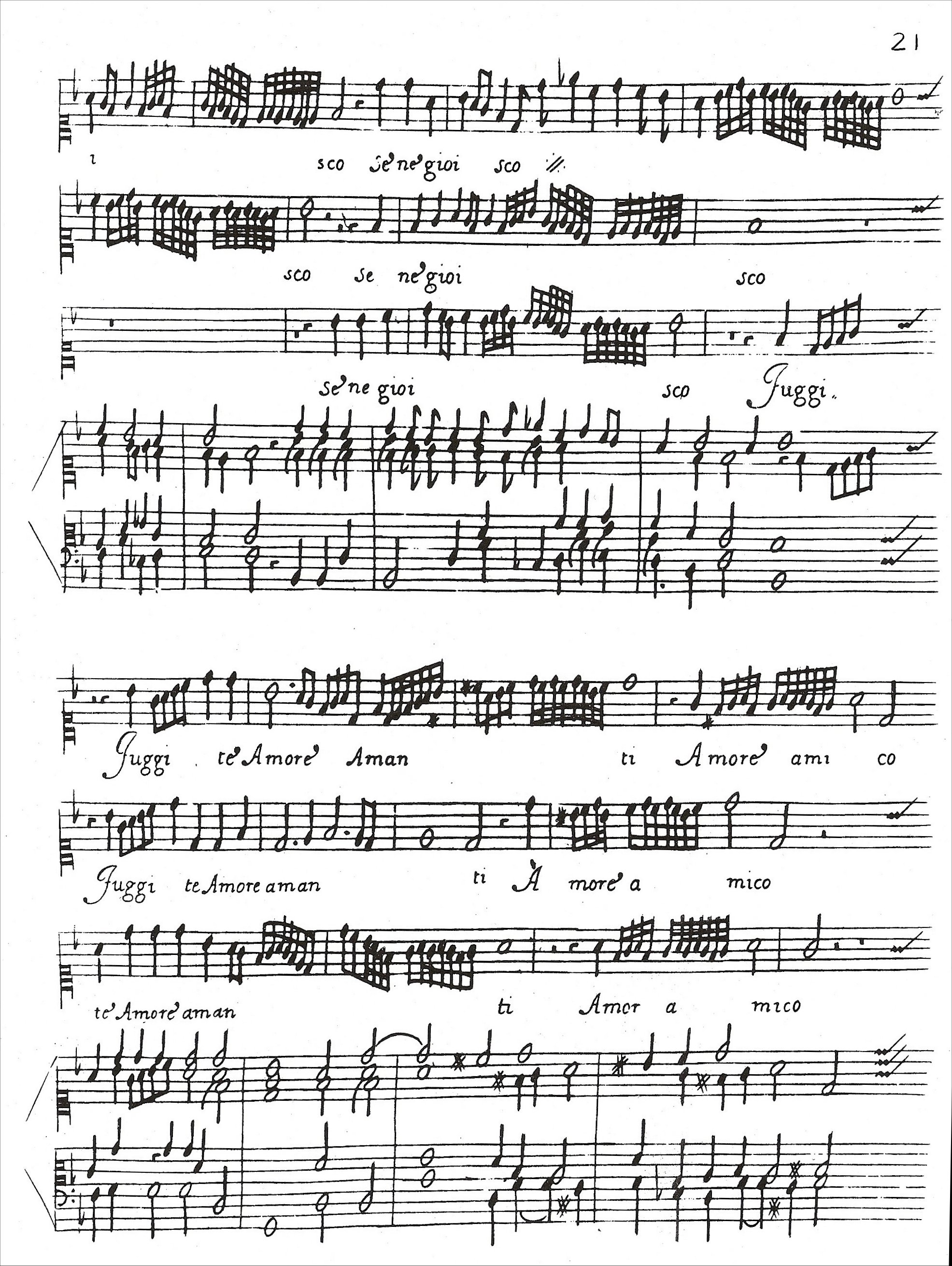
Segunda página del madrigal O dolcezz'amarissime d'amore, de Luzzasco Luzzaschi, en el que se muestra el virtuosismo en las tres voces de soprano que discurren por encima del acompañamiento. Las tres voces están anotadas en clave de do en primera, la típica de las voces más agudas, y muestra una preponderancia de fusas.

El concerto delle donne o concerto delle dame (literalmente, «conjunto de las mujeres» o «agrupación de las damas») fue un grupo profesional de cantantes femeninas de finales del Renacimiento, activo en la ciudad italiana de Ferrara, que tuvo mucho renombre por su virtuosismo técnico y artístico. Fundado por Alfonso II de Este, duque de Ferrara, en 1580, estuvo activo hasta que la corte se disolvió en 1597. Giacomo Vincenti, un editor musical, alabó a estas mujeres como virtuose giovani (jóvenes virtuosas), haciéndose eco del sentimiento de los comentaristas del momento.
Los orígenes del grupo se encuentran en un conjunto aficionado de cortesanos bien situados que interpretaban música los unos para los otros en el contexto de la informal musica secreta del duque, durante los años 1570. El grupo fue evolucionando hasta convertirse en un grupo profesional de mujeres cantantes que daba conciertos formales para miembros del reducido círculo de la corte y para visitantes importantes. Su estilo interpretativo distintivo consistente en un canto con gran profusión de ornamentación no solo aportó un notable prestigio en la corte de Ferrara, sino que motivó e inspiró a notables compositores del momento.
El concerto delle donne fue un elemento de revolución del papel de las mujeres en el contexto de la interpretación musical profesionalizada y mantuvo la tradición de la Casa de Este como un centro musical prestigioso. Su fama se difundió por toda Italia e inspiró imitaciones en las poderosas cortes de los Médici y los Orsini. La fundación de esta institución fue el acontecimiento más importante de la música profana italiana de finales del siglo XVI y las innovaciones musicales que tuvieron lugar en esa corte fueron de importancia para el desarrollo tanto del madrigal como de la seconda pratica.

## Historia

### Formación

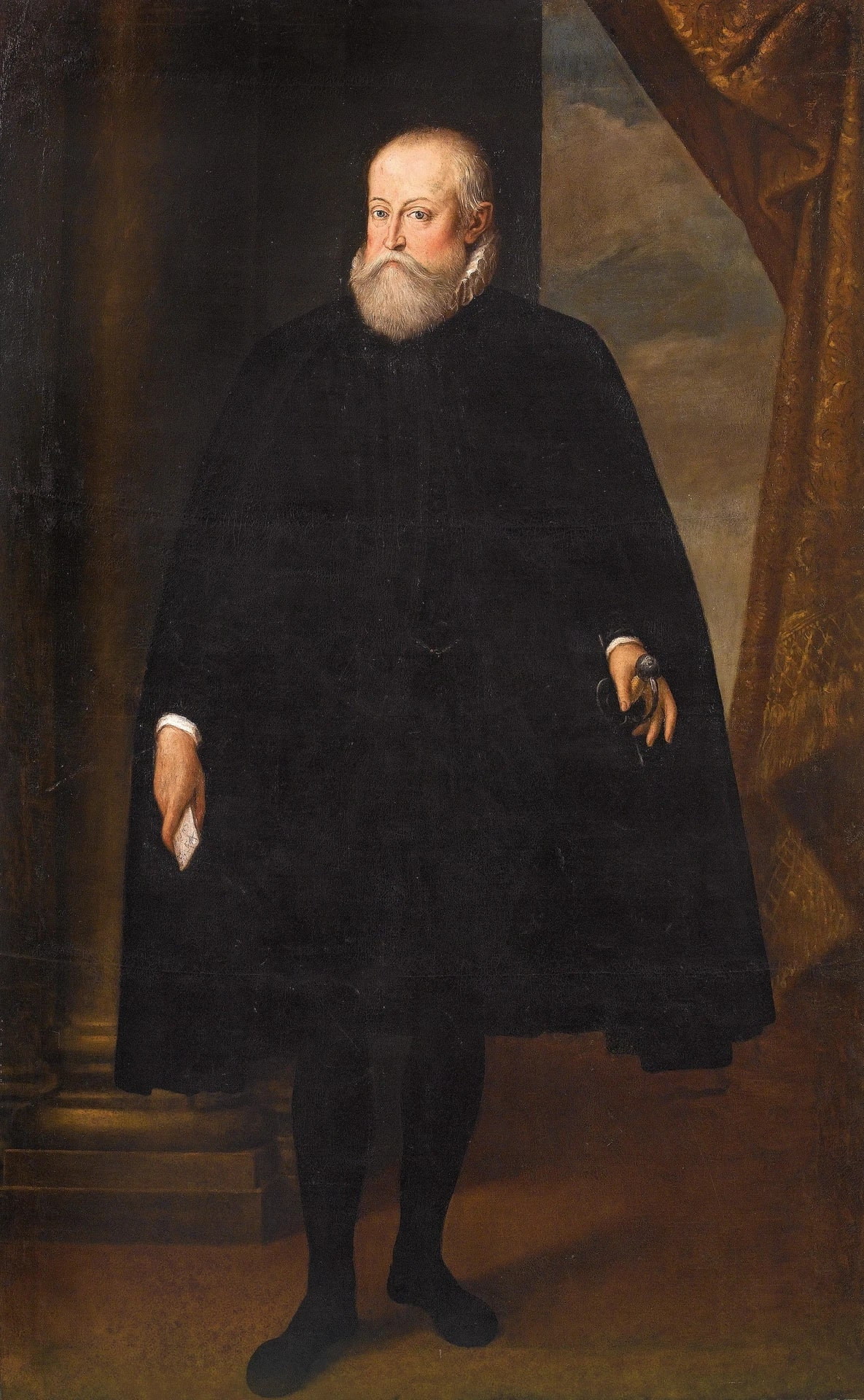
El conjunto se formó como parte de la musica secreta de la Corte del duque Alfonso II de Este.

En la Corte de Ferrara, un grupo de damas expertas en música inspiró al compositor Luzzasco Luzzaschi y llamó la atención de Alfonso II de Este, duque de Ferrara. Este grupo, que dio lugar a la formación del concerto delle donne, interpretó en el contexto de la musica secreta del duque una serie regular de conciertos de música de cámara para una audiencia privada. Este grupo preliminar estaba formado originalmente por miembros talentosos, pero aficionados de la corte: las hermanas Lucrezia e Isabella Bendidio, así como Eleonora Sanvitale y Vittoria Bentivoglio. A ellas se unió el bajo Giulio Cesare Brancaccio, quien fue llevado a la corte en 1577 por sus habilidades para el canto. El conjunto preliminar estuvo activo durante la década de 1570 y su membresía se consolidó en 1577. Solo más tarde, los profesionales reemplazaron a estos cantantes originales.
El duque no anunció la creación de un conjunto profesional exclusivamente femenino; en cambio, el grupo se infiltró y gradualmente dominó la musica secreta, de modo que después de la destitución de Brancaccio por insubordinación en 1583, no se contrataron más miembros masculinos de la musica secreta. Incluso cuando Brancaccio actuaba con el conjunto, se lo denominaba un conjunto de mujeres, porque las mujeres cantando juntas era el aspecto más emocionante del grupo. Este nuevo conjunto, el concerto delle donne, fue creado por el duque en parte para divertir a su joven y nueva esposa, Margarita Gonzaga d'Este (ella solo tenía catorce años cuando se casaron en 1579), y en parte para ayudar al duque a conseguir sus logros artísticos para la corte. Según Grana, corresponsal contemporáneo, «la signora Machiavella [Lucrezia], la signora Isabella y la signora Vittoria han abandonado el campo, habiendo perdido el respaldo de Luzzaschi». La primera actuación llevada a cabo por las damas profesionales de la que se tiene constancia fue el 20 de noviembre de 1580 y en la temporada de carnaval de 1581 actuaban juntas con regularidad.
Este nuevo conjunto de damas fue visto como un fenómeno extraordinario y novedoso; la mayoría de los testigos no relacionaron el segundo período del concerto delle donne con el grupo de damas que cantaron en la musica secreta. Sin embargo, los musicólogos modernos ahora ven al grupo anterior como una parte crucial de la creación y desarrollo del género social y vocal del concerto delle donne.

### Componentes y deberes

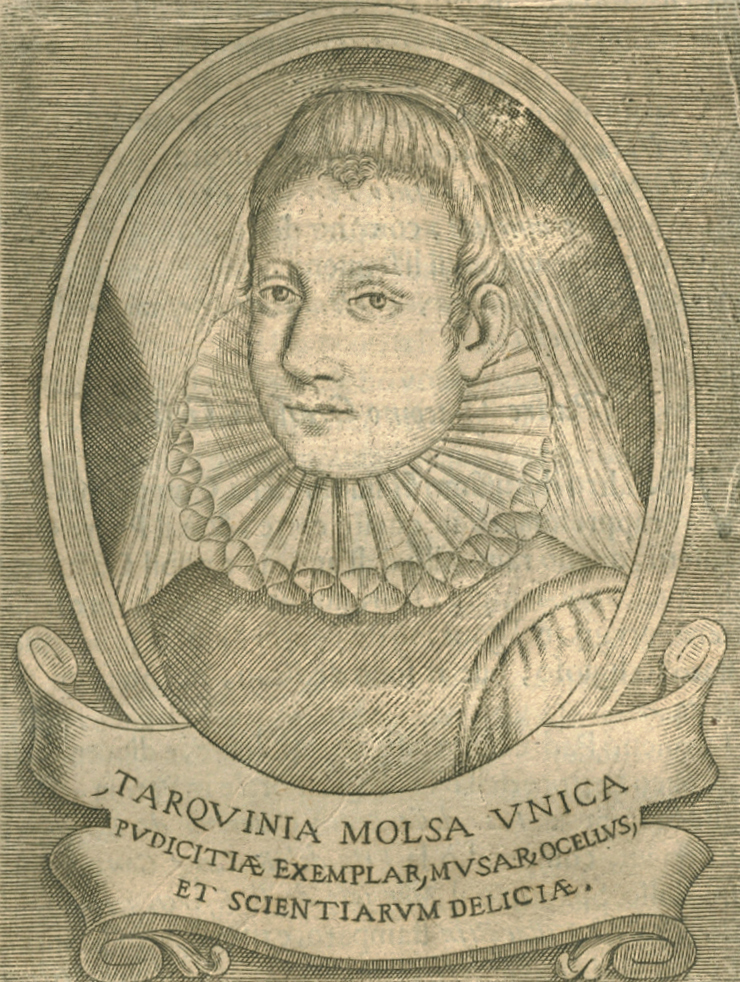
Según Anthony Newcomb, Tarquinia Molza participó únicamente como asesora e instructora del concerto delle donne, pero Judith Tick cree que cantó con el grupo.

La miembro más destacada del nuevo conjunto fue Laura Peverara, seguida de Livia d'Arco y Anna Guarini, hija del prolífico poeta Giovanni Battista Guarini. Giovanni escribió poemas para muchos de los madrigales que se prepararon para el conjunto y coreografió escenas para el balletto delle donne. Judith Tick cree que Tarquinia Molza cantó con el grupo, pero Anthony Newcomb dice que ella participó únicamente como asesora e instructora. Ya sea que Tarquinia Molza actuara con ellos o no, fue expulsada de cualquier papel en el grupo después de que su romance con el compositor Giaches de Wert saliera a la luz en 1589. Luzzasco Luzzaschi dirigió y compuso música para exhibir al conjunto, y las acompañó en el clavicémbalo. Ippolito Fiorini era el maestro de capilla, a cargo de las actividades musicales de toda la corte. Además de sus deberes en la corte general, acompañó al concierto en el laúd. Llevaron a Vittorio Baldini a la corte como impresor musical ducal en 1582.
Las cantantes de la segunda era del concerto delle donne eran oficialmente damas de compañía de la duquesa Margarita Gonzaga d'Este, pero fueron contratadas principalmente como cantantes. Las habilidades musicales de Peverara llevaron al duque a pedirle específicamente a su esposa Margarita que la trajera de Mantua como parte de su séquito. Los nuevos cantantes tocaban instrumentos, incluidos el laúd, el arpa y la viola, pero concentraban sus energías en desarrollar el virtuosismo vocal. Esta habilidad se hizo muy apreciada a mediados del siglo XVI, que había comenzado con bajos como Brancaccio, pero a finales del siglo, el canto virtuoso del bajo pasó de moda y las voces más altas se pusieron en boga. Los deberes musicales de las damas incluían actuar con el balletto delle donne de la duquesa, un grupo de bailarinas que se travestían con frecuencia. A pesar de su origen de clase alta, las cantantes no habrían sido bienvenidas en el círculo íntimo de la corte si no hubieran sido intérpretes tan hábiles. D'Arco pertenecía a la nobleza, pero solo a una familia menor. Peverara era hija de un rico comerciante y Molza procedía de una destacada familia de artistas.
Las mujeres actuaban hasta seis horas al día, ya fuera cantando su propio repertorio florido de memoria, leyendo libros de piezas a primera vista o participando en los balletti como cantantes y bailarinas. Thomasin LaMay sugiere que las mujeres del concerti delle donne proporcionaron favores sexuales a los miembros de la corte, pero no hay evidencia de ello y las circunstancias de sus matrimonios y dotes argumentan en contra de esta interpretación. Las mujeres cobraron sueldos y recibieron otros beneficios, como dotes y apartamentos en el palacio ducal. Peverara recibió 300 escudos un año y alojamiento en el palacio ducal para ella, su marido y su madre, así como una dote de 10 000 escudos al casarse.
A pesar de haberse casado tres veces con la esperanza de tener un heredero, Alfonso II murió en 1597 sin descendencia, legítima o no. Su primo César heredó el Ducado, pero la ciudad de Ferrara, que era legalmente un feudo papal, fue anexada a los Estados Pontificios en 1598 mediante una combinación de «diplomacia firme y presión sin escrúpulos» por parte del papa Clemente VIII. La corte de Este tuvo que abandonar Ferrara en desorden y el concerto delle donne se disolvió.

## Música

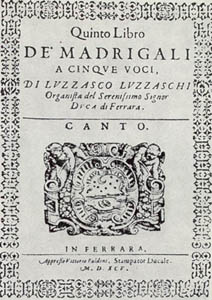
Portada del Quinto libro dei madrigali para cinco voces de Luzzasco Luzzaschi (Ferrara, 1595).

La mayor innovación musical del concerto delle donne fue la multiplicación de las voces superiores ornamentadas, desde una voz cantando disminuciones por encima de un acompañamiento instrumental hasta dos o tres voces cantando disminuciones variables a la vez. Esta práctica, que los oyentes encontraron notable, la imitaron muchos compositores, entre ellos Carlo Gesualdo, Luca Marenzio y Claudio Monteverdi.
Estos compositores escribieron música inspirada en el concerto delle donne o específicamente para ellas. Tales obras se caracterizan por una alta tesitura, un estilo virtuoso y florido, y un amplio registro vocal. El tercer libro de madrigales de Lodovico Agostini fue quizás la primera publicación totalmente dedicada al nuevo estilo de canto. Agostini dedicó canciones a Guarini, Peverara y Luzzaschi. Gesualdo escribió música para el grupo en 1594 mientras visitaba Ferrara para casarse con la sobrina del duque, Leonor de Este. El Séptimo libro de madrigales à 5 de De Wert y el Primer libro à 6 de Marenzio fueron los primeros verdaderos modelos musicales del nuevo concerto delle donne. La Canzonette a tre voci de Monteverdi probablemente fue influenciada por las «Damas de Ferrara». Aunque las únicas obras claramente pensadas o inspiradas por el concerto delle donne eran obras para múltiples voces altas que ejecutaban disminuciones escritas, en la práctica los conciertos con el concerto delle donne incluían el estilo más antiguo de madrigales ornamentados solistas con acompañamiento instrumental. Peverara fue especialmente alabada por su habilidad en este género. Obras escritas para el concerto delle donne no se limitaron a la música: Torquato Tasso y Guarini escribieron poemas dedicados a las damas del conjunto, algunos de los cuales fueron más tarde arreglados por compositores. Tasso escribió más de setenta y cinco poemas para Peverara sola.
El libro de madrigales de Luzzaschi para una, dos y tres sopranos con acompañamiento de teclado, publicado en 1601, comprende obras escritas a lo largo de la década de 1580. Es posible que esta música no se publicara para mantener el secreto de la musica reservata de Alfonso y para mantener el control sobre ella. Newcomb considera que esta publicación es el ejemplo del estilo musical característico de las damas. En 1584, Alessandro Striggio, respondiendo a las peticiones de Francisco I de Médici, Gran Duque de Toscana, describió a las damas y compuso piezas imitando su estilo para que Francisco pudiera comenzar su propio concerto delle donne. Striggio mencionó un madrigal ornamentado a cuatro voces para tres sopranos y un diálogo con disminuciones imitativas para dos sopranos. Añadió que se había olvidado de la intabulación del madrigal en Mantua y señaló que el hábil cantante Giulio Caccini podía tocar la parte de bajo en laúd o clavicémbalo. Esto indica que probablemente no se utilizaron cantantes masculinos después de Brancaccio y que los acompañamientos instrumentales eran un medio común y aceptable de completar el contrapunto.
La producción del impresor ducal Baldini consistió en gran parte en música escrita para el concerto delle donne, incluidas las obras de los madrigalistas más destacados: Luzzaschi, Gesualdo y Alfonso Fontanelli. Su primera publicación para el duque fue Il lauro secco (1582), a la que siguió Il lauro verde (1583), ambas con música de los principales compositores de Roma y el norte de Italia. La música en honor al conjunto se imprimió en lugares tan lejanos como Venecia, con el Primer libro à 5 de Paolo Virchi, publicado por Giacomo Vincenti y Ricciardo Amadino, que contiene el madrigal que comienza SeGU'ARINAscer LAURA e prenda LARCO / Amor soave e dolce / Ch'ogni cor duro MOLCE. Esta letra mayúscula está en el original y deletrea claramente el equivalente de los nombres Anna Guarini, Laura Peverara, Livia d'Arco y Tarquinia Molza.
Con la obvia excepción de Brancaccio, todas las cantantes del concierto eran sopranos. Aunque la música escrita para el conjunto se centró en voces altas, no hay evidencia de que el conjunto usara castrati o falsetistas. Este hecho es sorprendente, considerando que los castrati pronto se convertirían en las mayores estrellas de una nueva forma de arte, la ópera. En 1607, La fábula de Orfeo de Monteverdi presentaba cuatro roles de castrato de un elenco de nueve y daba muestra del nuevo dominio de este tipo vocal. También contrasta con la corte del padre de Margarita, donde Guillermo Gonzaga de Mantua buscaba activamente eunucos.
Los arreglos polifónicos requerían que las mujeres cantaran disminuciones (divisiones melódicas de notas más largas) y otros adornos en conjunto. Tradicionalmente, las disminuciones se improvisaban en la interpretación. Sin embargo, para coordinar sus voces, transcribían y ensayaban la música de antemano, con lo que transformaron estas improvisaciones en formas musicales altamente desarrolladas que los compositores emularían. Los cantantes pudieron haber utilizado la práctica más tradicional en su repertorio solista e interpretar ornamentos extemporáneamente. Los ornamentos específicos utilizados por el concerto delle donne, mencionado en una fuente de 1581, eran dispositivos tan populares del siglo XVI como passaggi (división de una nota larga en muchas notas más cortas, generalmente por pasos), cadenze (decoración de la penúltima nota, a veces bastante elaborada) y tirate (escalas rápidas). Los accenti (conexión de dos notas más largas, utilizando ritmos punteados), un elemento básico de la música barroca temprana, está ausente de la lista. En 1592, Caccini afirmó que Alfonso II le pidió que enseñara a sus damas los nuevos estilos acenti y passaggi.

### Estilos
Hay dos estilos separados de madrigales escritos e inspirados en el concerto delle donne. El primero es el estilo «exuberante» de la década de 1580. El segundo es música al estilo de la seconda pratica, escrita en la década de 1590. Luzzaschi escribió música en ambos estilos. El estilo del período anterior, como se ejemplifica en las obras de Luzzaschi, implica el uso de textos madrigales escritos por poetas dentro de la esfera ferrarese, como Tasso y Guarini. Estos poemas tienden a ser breves e ingeniosos con secciones únicas. Musicalmente, las obras de Luzzaschi están altamente seccionadas y se basan en temas melódicos, en lugar de estructuras armónicas. Luzzaschi disminuye el efecto seccionalizador de sus técnicas compositivas al debilitar las cadencias. Su tendencia a reiterar melodías en diferentes voces, incluida la voz de bajo, conduce a creaciones tonales que a veces resultan desconcertantes. Estos aspectos hacen que la música de Luzzaschi sea mucho más polifónica que las composiciones posteriores de Monteverdi y, por tanto, más conservadora; sin embargo, el uso de Luzzaschi de saltos melódicos discordantes y disonancia armónica es individualista. Estas disonancias, que contrastan marcadamente con el cuidadoso tratamiento de la disonancia durante la mayor parte del siglo XVI, están estrechamente relacionadas con los ornamentados madrigales polifónicos del concerto delle donne. En el diálogo socrático de Giovanni Artusi, el personaje que defiende a Monteverdi conecta el tratamiento fortuito de la disonancia con el canto ornamental.

### Interpretación
El concerto delle donne transformó la musica secreta. En el pasado, los miembros del público actuaban y los artistas se convertían en miembros de la audiencia. Durante el ascenso del concerto delle donne, los roles dentro de la musica secreta se hicieron fijos, al igual que la lista de los que actuaban para el disfrute del duque todas las noches.
La élite, miembros de la audiencia seleccionados a mano y favorecidos con la admisión a las interpretaciones del concerto delle donne, exigían diversiones y entretenimiento más allá de los placeres de la música hermosa. Durante los conciertos, los miembros del público del conjunto a veces jugaban a las cartas. Orazio Urbani, embajador del Gran Duque de Toscana, después de esperar varios años para ver el conjunto, se quejó de que se vio obligado no solo a jugar a las cartas, distrayéndolo de la actuación, sino también a admirar y alabar la música femenina a su patrón Alfonso. Después de al menos un concierto, para continuar el entretenimiento, una pareja de enanos bailó. Alfonso no estaba tan interesado en estos entretenimientos periféricos y en una ocasión se excusó de la fiesta para ir a sentarse bajo un árbol a escuchar a las damas y seguir los textos del madrigal y las partituras musicales, incluidos los adornos, que se pusieron a disposición de oyentes.

## Influencia

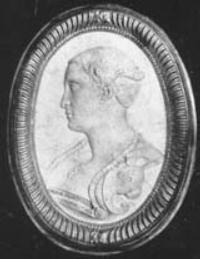
Francesca Caccini tuvo mucho éxito componiendo y cantando al estilo del concerto delle donne.

El concerto delle donne fue una institución musical revolucionaria que ayudó a efectuar un cambio en el papel de la mujer en la música; su éxito llevó a las mujeres de la «oscuridad» a «la cúspide de la profesión». Las mujeres fueron llevadas abiertamente a las cortes para que se formaran como músicas profesionales, y hacia 1600, una mujer podía tener una carrera viable como música, independientemente de su marido o padre. Los nuevos conjuntos de mujeres inspirados en el concerto delle donne dieron como resultado más posiciones para las mujeres como cantantes profesionales y más música para interpretar.
A pesar de la disolución de la corte en 1597, el estilo musical que se inspiró en el concerto delle donne se extendió por toda Europa y se mantuvo en un lugar destacado durante casi cincuenta años. El concerto delle donne fue tan influyente y a menudo imitado que se convirtió en un cliché de las cortes del norte de Italia. Influyó mucho en el desarrollo del madrigal y, finalmente, en la seconda práctica. El grupo «trajo a Alfonso y a su corte prestigio internacional, ya que la reputación de las damas se extendió por Italia y el sur de Alemania». Funcionó como una poderosa herramienta de propaganda, ya que proyectaba una imagen de fuerza y opulencia.
Después de ver el concerto delle donne en Ferrara, Caccini creó un grupo rival formado por su familia y una alumna. Este conjunto fue patrocinado por los Médici y viajó tan lejos como París para actuar para María de Médici. Francesca Caccini tuvo mucho éxito componiendo y cantando al estilo del concerto delle donne. A partir de 1585, los Médici crearon grupos rivales en Florencia, los Orsini en Roma y los Gonzaga en Mantua. Incluso hubo un grupo rival en Ferrara con sede en el Castillo de los Este, el mismo palacio donde se presentó el concerto delle donne. Este grupo estaba formado por la hermana de Alfonso, Lucrecia de Este, duquesa de Urbino. Vivía en la corte de Este desde 1576, y poco después del matrimonio de Margarita con Alfonso en 1579, Alfonso y sus partidarios mataron a la amante de Lucrecia. Estaba descontenta por haber sido reemplazada como dama de honor de la casa por Margarita, y molesta por el asesinato de su amante, lo que la llevó a desear estar separada del resto de su familia durante sus entretenimientos nocturnos.
Barbara Strozzi fue una de las últimas compositoras e intérpretes de este estilo, que a mediados del siglo XVII se consideraba arcaico.